# قيدار بن إسماعيل
قِيدَارُ هو ثاني أبناء النبي إسماعيل بن النبي إبراهيم، وهو جد العرب العدنانيين، وتنسب إليه مملكة قيدار العربية بدومة الجندل المذكورة في كتابات الآشوريين، وهو أخو نابت (أو نبايوت) جد الأنباط ملوك شمال الحجاز.

## في كتب التاريخ
قيدار بن إسماعيل ينسب له العرب العدنانية، والتي تسمى أيضا بالعرب العدنانية نسبة إلى عدنان الذي انحدر من صلب قيدار بن إسماعيل، سكن قيدار مكة. وجاء في كتاب قلب جزيرة العرب: «ولى إسماعيل عليه السلام زعامة مكة وولاية البيت طوال حياته، ثم ولى اثنان من أبنائه: نابت ثم قيدار، ويقال العكس». وورد في كتاب الرحيق المختوم: «وقد رزق الله إسماعيل اثني عشر ولدا ذكرا وهم: نابت أو بنايوط وقيدار وأدبائيل ومبشام ومشماع ودوما وميشا وحدد ويتما ويطور ونفيس وقيدمان، وتشعبت من هؤلاء اثنتا عشرة قبيلة، وانتشرت هذه القبائل في أرجاء الجزيرة بل وإلى خارجها، ثم أدرجت أحوالهم في غياهب الزمان إلا أولاد نابت وقيدار. وقد ازدهرت حضارة الأنباط –أبناء نابت- في شمال الحجاز وكونوا حكومة قوية ولم يكن يستطيع مناوأتهم أحد حتى جاء الرومان فقضوا عليهم.
وأما قيدار بن إسماعيل فلم يزل أبناؤه بمكة يتناسلون هناك حتى كان منه عدنان وولده معد. وقد تفرقت بطون معد من ولده نزار إلى أربعة قبائل عظيمة: إياد وأنمار وربيعة ومضر، وهذان الأخيران هما اللذان كثرت بطونهما فكان من ربيعة: أسد بن ربيعة وعنزة وعبد القيس وابنا وائل-بكر- وتغلب وحنيفة وغيرها. وتشعبت قبائل مضر إلى شعبتين عظيمتين: قيس بن عيلان بن مضر وبطون إلياس بن مضر. فمن قيس عيلان: بنو سليم وبنو هوازن وبنو غطفان، ومن إلياس بن مضر: تميم بن مر ومزينة بن أد وضبة بن أد وهذيل بن مدركة وبنو أسد بن خزيمة وبطون كنانة بن خزيمة، ومن كنانة: قريش، وهم أولاد فهر بن مالك بن النضر بن كنانة. وانقسمت قريش إلى قبائل شتى من أشهرها بطون قصي بن كلاب وهى عبد الدار بن قصي وأسد بن عبد العزى بن قصي وعبد مناف بن قصي. وكان من عبد مناف أربع فصائل:عبد شمس ونوفل والمطلب وهاشم وبيت هاشم هو الذي اصطفى الله منه سيدنا محمد بن عبد الله بن عبدالمطلب بن هاشم ﷺ».

## في العهد القديم
ورد اسم قيدار في العهد القديم عدة مرات، أولها في سفر التكوين الإصحاح 25 العدد 13 أثناء ذكر أبناء إسماعيل: «وهذه أسماء بني إسماعيل بأسمائهم حسب مواليدهم: نبايوت بكر إسماعيل وقيدار وأدبائيل ومبسام»، وأيضًا في سفر أشعياء الإصحاح 42: «
1. هُوَذَا عَبْدِي الَّذِي أَعْضُدُهُ، مُخْتَارِي الَّذِي سُرَّتْ بِهِ نَفْسِي. وَضَعْتُ رُوحِي عَلَيْهِ فَيُخْرِجُ الْحَقَّ لِلأُمَمِ.
2. لاَ يَصِيحُ وَلاَ يَرْفَعُ وَلاَ يُسْمِعُ فِي الشَّارِعِ صَوْتَهُ.
3. قَصَبَةً مَرْضُوضَةً لاَ يَقْصِفُ، وَفَتِيلَةً خَامِدَةً لاَ يُطْفِئُ. إِلَى الأَمَانِ يُخْرِجُ الْحَقَّ.
4. لاَ يَكِلُّ وَلاَ يَنْكَسِرُ حَتَّى يَضَعَ الْحَقَّ فِي الأَرْضِ، وَتَنْتَظِرُ الْجَزَائِرُ شَرِيعَتَهُ».
5. هكَذَا يَقُولُ اللهُ الرَّبُّ، خَالِقُ السَّمَاوَاتِ وَنَاشِرُهَا، بَاسِطُ الأَرْضِ وَنَتَائِجِهَا، مُعْطِي الشَّعْبِ عَلَيْهَا نَسَمَةً، وَالسَّاكِنِينَ فِيهَا رُوحًا:
6. «أَنَا الرَّبَّ قَدْ دَعَوْتُكَ بِالْبِرِّ، فَأُمْسِكُ بِيَدِكَ وَأَحْفَظُكَ وَأَجْعَلُكَ عَهْدًا لِلشَّعْبِ وَنُورًا لِلأُمَمِ،
7. لِتَفْتَحَ عُيُونَ الْعُمْيِ، لِتُخْرِجَ مِنَ الْحَبْسِ الْمَأْسُورِينَ، مِنْ بَيْتِ السِّجْنِ الْجَالِسِينَ فِي الظُّلْمَةِ.
8. «أَنَا الرَّبُّ هذَا اسْمِي، وَمَجْدِي لاَ أُعْطِيهِ لآخَرَ، وَلاَ تَسْبِيحِي لِلْمَنْحُوتَاتِ.
9. هُوَذَا الأَوَّلِيَّاتُ قَدْ أَتَتْ، وَالْحَدِيثَاتُ أَنَا مُخْبِرٌ بِهَا. قَبْلَ أَنْ تَنْبُتَ أُعْلِمُكُمْ بِهَا».
10. غَنُّوا لِلرَّبِّ أُغْنِيَةً جَدِيدَةً، تَسْبِيحَهُ مِنْ أَقْصَى الأَرْضِ. أَيُّهَا الْمُنْحَدِرُونَ فِي الْبَحْرِ وَمِلْؤُهُ وَالْجَزَائِرُ وَسُكَّانُهَا،
11. لِتَرْفَعِ الْبَرِّيَّةُ وَمُدُنُهَا صَوْتَهَا، الدِّيَارُ الَّتِي سَكَنَهَا قِيدَارُ. لِتَتَرَنَّمْ سُكَّانُ سَالِعَ. مِنْ رُؤُوسِ الْجِبَالِ لِيَهْتِفُوا.
12. لِيُعْطُوا الرَّبَّ مَجْدًا وَيُخْبِرُوا بِتَسْبِيحِهِ فِي الْجَزَائِرِ.»[4]

وهذا النص يعتبره علماء المسلمين بشارة عن النبي محمد.

## قبائل قيدار
- مضر
- ربيعة
- أنمار
- إياد
- قضاعة
- عك